# Albert O. Brown
Albert Oscar Brown (* 18. Juli 1853 in Northwood, Rockingham County, New Hampshire; † 28. März 1937 in Manchester, New Hampshire) war ein US-amerikanischer Politiker und von 1921 bis 1923 Gouverneur des Bundesstaates New Hampshire.

## Frühe Jahre und politischer Aufstieg
Brown besuchte bis 1878 das Dartmouth College und studierte anschließend an der Boston University Jura. Nach seiner im Jahr 1884 erfolgten Zulassung als Rechtsanwalt arbeitete er in Manchester für verschiedene Kanzleien. In den Jahren 1910 und 1911 war er Sonderberater der Regierung von New Hampshire in einem Prozess vor dem Obersten Gerichtshof des Staates, in dem es um die Besteuerung der Eisenbahnen ging. Zwischen 1905 und 1912 war er außerdem Präsident der Amoskeag Savings Bank.
Albert Brown war Mitglied der Republikanischen Partei. Von 1911 bis 1921 war er Vorsitzender der Steuerkommission seines Staates. Zwischen 1918 und 1921 war er auch Vorsitzender eines Ausschusses zur Überarbeitung der Staatsverfassung. Im Jahr 1920 wurde er als Kandidat seiner Partei zum neuen Gouverneur gewählt.

## Gouverneur von New Hampshire
Albert Brown trat sein neues Amt am 6. Januar 1921 an. In seiner zweijährigen Amtszeit wurde das Haushaltsdefizit reduziert, obwohl gleichzeitig Steuern gesenkt wurden. Angesichts des ständig steigenden Verkehrsaufkommens wurde das Straßennetz in New Hampshire weiter ausgebaut. Gouverneur Brown lehnte im Jahr 1922 eine erneute Kandidatur ab und schied daher am 4. Januar 1923 aus seinem Amt aus.

## Weiterer Lebenslauf
Im Jahr 1924 war Albert Brown Delegierter zur Republican National Convention, auf der Calvin Coolidge erneut als Präsidentschaftskandidat nominiert wurde. Brown wurde Vorsitzender der Bankiersvereinigung von New Hampshire und war von 1925 bis 1926 Mitglied des allgemeinen Gerichts (General Court) von New Hampshire. Von 1911 bis 1931 war er auch noch Kurator des Dartmouth College sowie Mitglied einiger Aufsichtsräte. Gouverneur Brown starb im März 1937. Er war mit Susie Jane Clarke verheiratet.